# حزقيال أنطونيو غونزاليس إغليسياس
حزقيال أنطونيو غونزاليس إغليسياس (بالإسبانية: Juan Antonio González-Iglesias)‏ هو كاتب وشاعر إسباني، ولد في 1964 في سلامنكا في إسبانيا.